# ناحیه بیور، شهرستان بی، میشیگان
ناحیه بیور (به انگلیسی: Beaver Township) یک منطقهٔ مسکونی در ایالات متحده آمریکا است که در شهرستان بی، میشیگان واقع شده‌است.
 ناحیه بیور ۹۱٫۵۹ کیلومتر مربع مساحت و ۲٬۸۸۵ نفر جمعیت دارد و ۱۸۶ متر بالاتر از سطح دریا واقع شده‌است.